# Alcoba de los Montes
Alcoba de los Montes es un municipio y localidad española de la provincia de Ciudad Real, en la comunidad autónoma de Castilla-La Mancha. El término municipal tiene una población de 567 habitantes (INE 2024).

## Historia
Según reza la historia la denominación Alcoba «es voz árabe que se interpreta como ‘peso público’». Fundada según datos de 1576, dados por el escribano público Francisco Muñoz, a preguntas hechas a vecinos del lugar, Bartolomé Herrera y Juan García Valeruelo, dijeron que «este pueblo es nuevo y que habra setenta años que el fundados de desta mesma casa se llamo Juan de Real y que saben queste lugar es aldea y propios de Toledo y que cay en su jurisdicción. Dicen que Toledo habla por este pueblo en corte como casa propia y que a las juntas de reparticiones van a la Retuerta que es acomodo de todas las cuadrillas de Toledo».
Parece ser que la fundación de Alcoba pudo estar relacionada con su cercanía a la calzada romana que unía Mérida y Toledo. Su toponimia podría vincularla directamente con una ocupación árabe que la poblaría, pasando a ser en la Edad Media una zona importante en la definición de los términos entre la Orden de Calatrava y Toledo, por los que se cobraban en esta población los portazgos de paso.
Hacia mediados del siglo XIX, el lugar tenía contabilizada una población de 220 habitantes. La localidad aparece descrita en el primer volumen del Diccionario geográfico-estadístico-histórico de España y sus posesiones de Ultramar de Pascual Madoz de la siguiente manera:

ALCOBA: l. con ayunt. de la prov. y adm. de rent. de Ciudad-Real (10 leg.), part. jud. de Piedrabuena (6), aud. terr. de Albacete (40), c. g. de Castilla la Nueva (Madrid 28): dióc. de Toledo (10), comprendido en lo que se llama montes de Toledo: sit. en una llanura á la falda de una elevada sierra llamada de S. Sebastian, que cubre su lado S. y al márg. del arroyo que baja de la misma sierra lamiendo su costado E., rodeado de encinas y de monte bajo de jara, romero, madroñera y otros arbustos: resguardado del solano por la sierra referida, está ventilado por los otros aires, siendo el mas reinante el ábrego, y rara vez el N.: su clima es saludable, fresco y enjuto, poroso esperimonlan ataques do pulmonia y tabardillo. Las 35 casas de que se compone forman dos calles, una plaza y una plazuela, todas de aspecto miserable, sin escluir la de ayunt. que es como cualquiera de las demas; no hay cárcel, pósito; ni escuela, su parr. aneja á la de Arroba, está servida por un teniente; el cementerio era antes una ermita y tiene poca seguridad; las aguas de que se surte el pueblo son de los manantiales, que descienden de las sierras inmediatas y tan esquisitas y delgadas que causan en la dentadura un daño notable, particularmente á las mujeres. Confina al N. con Retuerta, al E. con Porzuna, al S. con Fontanarejo, por estos lados á 1/2 leg., y al O. con Horcajo de los Montes que se estiende basta 1 leg.: le bañan dos arroyuelos de ninguna consideracion que desembocan en el r. Bullaque que pasa fuera del térm. El terreno es flojo, y montuoso cubierto de arbolado y propio para pastos de ganado, escepto el lanar; hay tambien dos grandes cañadas muy frias, y de tierra de inferior calidad. Los caminos que le cruzan, aunque de alguna capacidad para carros, estan muy destrozados. Recibe el correo los júeves de cada semana y sale el sábado conduciéndole de Fontanarejo: prod.: trigo, cebada, centeno, garbanzos, lino, hortaliza, miel y cera; tiene ademas algun ganado cabrio, colmenas y 30 yuntas de vacas de labor; no tienen otra ind. que la agrícola, ni comercio de ninguna clase: pobl.: 41 vec. 220 alm.: cap. imp. 14,160 rs.: contr. 3,101 rs: 11 mrs. vn.
(Madoz, 1845, p. 450)

## Geografía
El encuadre geomorfológico donde se encuentra Alcoba de los Montes es a 638 m de altitud, en la cuenca sinclinal de Alcoba-Porzuna pero muy próximo a la umbría del Cerro Rodrigo y junto al río Alcobilla que es un afluente del río Bullaque.

### Flora y fauna
La vegetación del entorno se caracteriza por: el monte alto se compone de encina, alcornoque y quejigo. El monte bajo está formado por jara pringosa, brezo, tomillo, romero y madroño. 
La fauna más característica en el territorio de Alcoba es: 
- Aves: Perdiz común, rabilargo, paloma torcaz, garza real, cigüeña negra y cigüeña blanca.
- Rapaces: águila real, águila imperial ibérica, buitre negro y búho real.
- Mamíferos: jabalí, ciervo, corzo, zorro, liebre y nutria.

### Parque nacional de Cabañeros
El pueblo posee unas 18 000 hectáreas, aproximadamente, dentro del parque nacional de Cabañeros. Además, en los alrededores del pueblo se pueden visitar distintos parajes de interés como: puerto rubio, la laguna grande, medio camino, el encinar de la fuente, el Puntal del Rostro (donde se puede ver un posadero de águila imperial que pertenece al término del parque nacional de Cabañeros) y el Morro Rodrigo desde donde se puede contemplar una vista panorámica del pueblo de Alcoba y también alcanza a ver la raña del parque nacional. La raña se trata de una llanura pedregosa adosada a los pies de los relieves montañosos, antes había sido de monte pero ha sido transformada por el hombre, en ella se puede ver mucha fauna debido al paisaje tan despejado de monte que ofrece.

## Patrimonio
Un elemento característico del pueblo y con una larga tradición es el típico chozo o cabaña. Se trata de un tipo de vivienda perteneciente a la Edad del Bronce que era utilizado por los carboneros en los meses de septiembre y octubre, cuando tenían que hacer carbón vegetal de encina en la finca de Cabañeros (Cabañeros, antes de ser declarado parque nacional, fue una finca privada perteneciente a la familia Aznar, naturales del País Vasco). El chozo o cabaña se compone de piedras, vigas de pino, jara y junco. También era utilizado como vivienda para todo el año. En el pueblo hubo un tiempo que existían calles enteras con este tipo de vivienda que fue utilizado por las personas que emigraron de Extremadura en la época de la Guerra Civil. De aquí viene el nombre del parque nacional de Cabañeros, actualmente existen tres chozos reconstruidos que se pueden visitar: el primero en el Museo Etnográfico de Alcoba, el segundo en el museo de Interpretación «Casa Palillos» (pertenece al parque nacional) y el tercero dentro del término del parque nacional de Cabañeros.

## Demografía
Alcoba cuenta con una población de 567 habitantes (INE 2024).
| Gráfica de evolución demográfica de Alcoba entre 1842 y 2021                                                        |
| |
| Población de derecho según los censos de población del INE Población de hecho según los censos de población del INE |

| 784           | 801 | 779 | 757 | 753 | 744 | 753 | 726 | 714 | 717 | 710 | 659 | 637 |
| (Fuente: INE) |     |     |     |     |     |     |     |     |     |     |     |     |

## Economía
Posee una actividad económica centrada en la agricultura y la ganadería.

## Administración y política

### Listado de alcaldes desde 1979
| Nombre                           | Lista     | Fecha de posesión   | Fecha de baja       |
| -------------------------------- | --------- | ------------------- | ------------------- |
| Enrique Marfil Guzmán            | UCD       | 19 de abril de 1979 | 23 de mayo de 1983  |
| José Salgado Gómez               | PSCM-PSOE | 23 de mayo de 1983  | 30 de junio de 1987 |
| José Salgado Gómez               | PSCM-PSOE | 30 de junio de 1987 | 15 de junio de 1991 |
| José Salgado Gómez               | PSCM-PSOE | 15 de junio de 1991 | 17 de junio de 1995 |
| José Salgado Gómez               | PSCM-PSOE | 17 de junio de 1995 | 3 de julio de 1999  |
| Jesús Enrique Salgado del Álamo  | PP-CLM    | 3 de julio de 1999  | 14 de junio de 2003 |
| Emiliano Sánchez Moreno          | PP-CLM    | 14 de junio de 2003 | 16 de junio de 2007 |
| Francisco Luis Salgado Fernández | PP-CLM    | 16 de junio de 2007 | 11 de junio de 2011 |
| Francisco Luis Salgado Fernández | PP-CLM    | 11 de junio de 2011 | 13 de junio de 2015 |
| José Moisés Arcos Privado        | PSCM-PSOE | 13 de junio de 2015 | 15 de junio de 2019 |
| Pedro José Escudero Hidalgo      | PSCM-PSOE | 15 de junio de 2019 | 17 de junio de 2023 |

### Composición del ayuntamiento por legislatura
1979-1983
| Lista     | N.⁰ de concejales |
| --------- | ----------------- |
| UCD       | 4                 |
| PSCM-PSOE | 3                 |
| Total     | 7                 |

1983-1987
| Lista     | N.⁰ de concejales |
| --------- | ----------------- |
| AP/PDP/UL | 3                 |
| PSCM-PSOE | 2                 |
| CDS       | 2                 |
| Total     | 7                 |

1987-1991
| Lista     | N.⁰ de concejales |
| --------- | ----------------- |
| PSCM-PSOE | 4                 |
| AP        | 3                 |
| Total     | 7                 |

1991-1995
| Lista     | N.⁰ de concejales |
| --------- | ----------------- |
| PSCM-PSOE | 4                 |
| PP-CLM    | 3                 |
| Total     | 7                 |

1995-1999
| Lista     | N.⁰ de concejales |
| --------- | ----------------- |
| PSCM-PSOE | 4                 |
| PP-CLM    | 3                 |
| Total     | 7                 |

1999-2003
| Lista     | N.⁰ de concejales |
| --------- | ----------------- |
| PP-CLM    | 4                 |
| PSCM-PSOE | 3                 |
| Total     | 7                 |

2003-2007
| Lista     | N.⁰ de concejales |
| --------- | ----------------- |
| PP-CLM    | 4                 |
| PSCM-PSOE | 3                 |
| Total     | 7                 |

2007-2011
| Lista     | N.⁰ de concejales |
| --------- | ----------------- |
| PP-CLM    | 4                 |
| PSCM-PSOE | 3                 |
| Total     | 7                 |

2011-2015
| Lista     | N.⁰ de concejales |
| --------- | ----------------- |
| PP-CLM    | 4                 |
| PSCM-PSOE | 3                 |
| Total     | 7                 |

2015-2019
| Lista     | N.⁰ de concejales |
| --------- | ----------------- |
| PSCM-PSOE | 4                 |
| PP-CLM    | 3                 |
| Total     | 7                 |

2019-2023
| Lista     | N.⁰ de concejales |
| --------- | ----------------- |
| PSCM-PSOE | 4                 |
| PP-CLM    | 3                 |
| Total     | 7                 |

## Fiestas

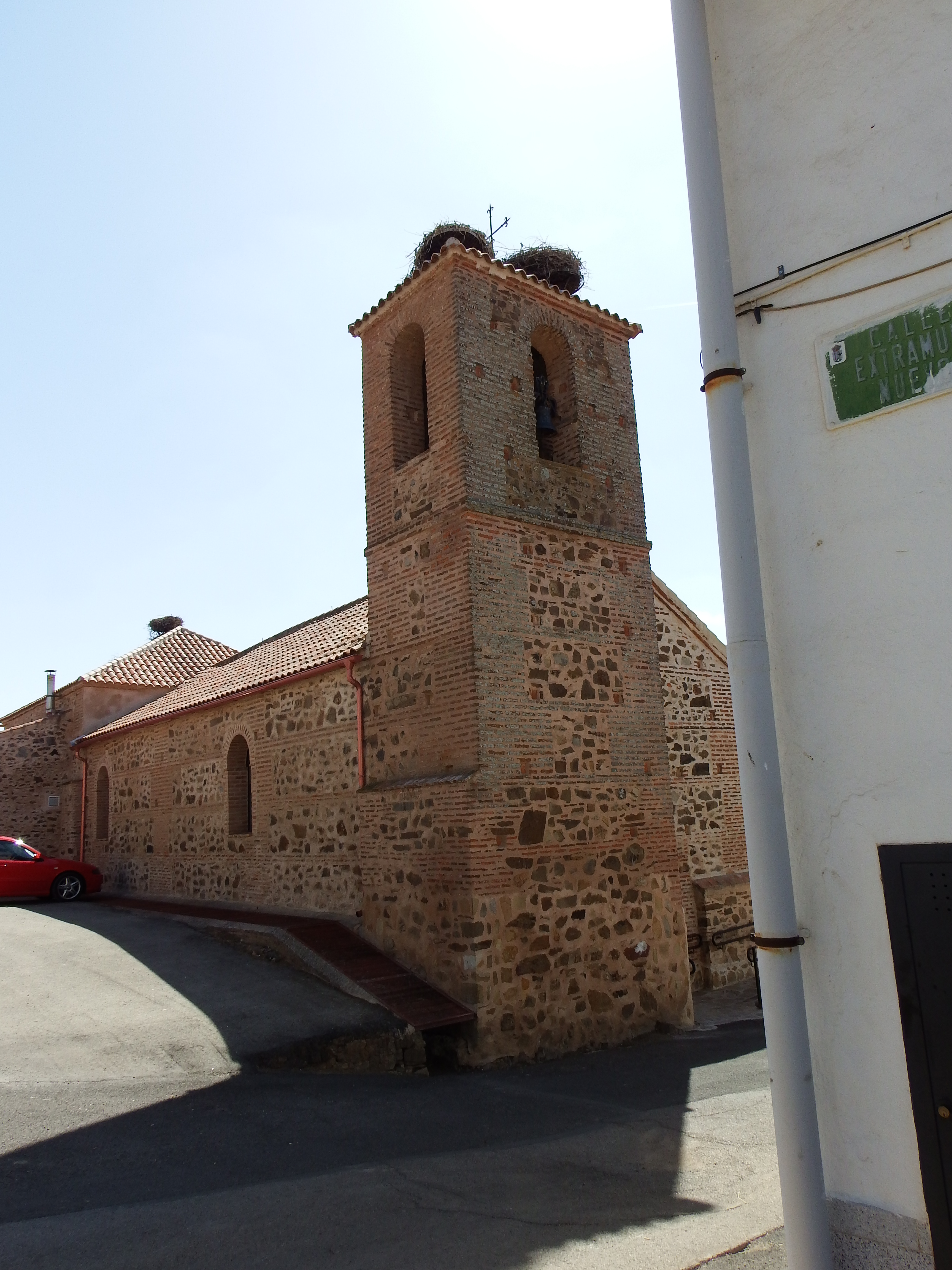
Campanario de la Iglesia parroquial

El día 19 de enero es San Sebastián y se celebra «el leño». Esta celebración consiste en una gran hoguera que hacen los quintos del pueblo según les va llegando la edad. Los quintos son aquellos chicos que van a cumplir los 18 años, edad en la que antiguamente tenían que ir a la mili.
La celebración del carnaval también es destacable en el pueblo de Alcoba, pues en ella los vecinos participan en varios desfiles donde van pasando las distintas «estudiantinas» (comparsas de carnaval) que presentan al público asistente su disfraz y además cantan una canción en la que comentan aquellos hechos característicos que se han dado en el pueblo a lo largo de todo el año. También se celebra un desfile de carrozas. 
A lo largo del carnaval se lleva a cabo una tradición donde las chicas jóvenes del pueblo que forman una estudiantina van con un cuerno de grandes dimensiones con el que tienen que tocar a todos los hombres (jóvenes y no tan jóvenes) que se crucen en su camino a lo largo de estas fiestas. Esto conlleva que las chicas tengan que mantear a los hombres para después pinchar en sus partes con el cuerno y así cumplir con la tradición (el significado del cuerno es para que el hombre «no se apolille» y potenciar así su fertilidad). 
Para las fiestas de mayo los niños del colegio elaboran unos panecillos denominados “sobaos” y estos se cuecen en la panadería unos días antes de las fiestas, para después repartirlos entre todos los vecinos del pueblo, una vez que han sido bendecidos en la iglesia. El día 21 se hace una ofrenda floral a la virgen por ser la época de primavera. El día 22 es el día de la patrona Santa Quiteria, se celebra una procesión en su honor. A la hora de meter otra vez a la virgen en la iglesia se hace un tipo de subasta donde los asistentes pujan para meter las andas de la santa (que son los brazos de madera que sostienen el trono de la virgen). Esta subasta se hace por medio de celemines, que era una medida de grano antigua y en la actualidad se la hace equivaler a un euro. También se subastan las aigas, que son parecidas a los sobaos pero más elaboradas (estas las hacen los miembros de la Hermandad), todo el dinero recaudado por las subastas va a parar a la Hermandad de la iglesia, la cual ofrece un aperitivo y la típica bebida de «limoná» al finalizar el evento. Este mismo día también son repartidos los sobaos que se hicieron en la escuela, para todos los vecinos de la localidad. El día 23 es el día de Santa Rita y también se celebra una procesión donde sale la santa y después, a la hora de volver a entrar en la iglesia se realiza la misma subasta que el día anterior con Santa Quiteria. 
Las fiestas de septiembre se celebran en honor al Cristo de la Vera Cruz, patrón del pueblo, y en su honor se celebran varias misas y una procesión. Las fiestas suelen durar entre cuatro o cinco días y cada uno de ellos ofrece distintas actividades dependiendo del programa que elaborado para cada año. Algunas de estas celebraciones son: comida en el campo, por cortesía del Ayuntamiento, para todos los vecinos del pueblo y aquellos que quieran asistir de otras zonas; corrida de toros y además se sueltan unas vaquillas para que los asistentes salten al ruedo; otro de los días se hace una misa en honor al patrón y después «el baile del vermut». El día 14 que es el día del patrón sale una procesión en su honor, además a lo largo de todas las fiestas se van organizando distintas competiciones y actividades para todos los vecinos del pueblo (petanca, tiro al plato, etc.).

## Transporte
Por Alcoba pasan o se inician las siguientes carreteras:
- CM-4106 (NO con Horcajo de los Montes. Al SO con El Robledo).
- CR-7212 (Alcoba-Fontanarejo y viceversa).